# Imprimeria BNR
Imprimeria BNR, companie de stat (regie autonomă), este firma care tipărește bancnote pentru Banca Națională a României.
Imprimeria BNR produce doar bancnote de 1, 5 și 10 lei.
Banii mari se fac în Elveția.
Număr de angajați în 2008: 180